# Miratovac
Miratovac (serbisch-kyrillisch Миратовац, albanisch Miratoc/Miratoci) ist ein Dorf in der Opština Preševo in Serbien, das direkt an der Grenze zu Nordmazedonien liegt. Miratovac ist die südlichste Ortschaft Serbiens (ohne Kosovo).

## Geografie
Miratovac ist eine der größten Siedlungen im Preševo-Tal. Der Ort liegt südlich der Stadt Preševo. Im Westen liegen die Wälder des Gebirges Skopska Crna Gora (albanisch Malet e Karadakut), durch das die Grenze zum Kosovo verläuft. Seit dem Zerfall Jugoslawiens verläuft südlich von Miratovac die Grenze zwischen Serbien und Mazedonien, womit kulturell und historisch miteinander verbundene Ortschaften innerhalb des Preševo-Tals voneinander abgetrennt worden sind. Das Dorf Miratovac wird von der Stadt Preševo auch durch zwei kleine Flüsse getrennt, die vom Gebirge in Richtung Osten fließen: den Lumi Čukarkes und den Lumi i Trnaves, der durch das Dorf Trnava fließt. Im Norden grenzt Miratovac an Trnava und im Nordosten an Cakanovac, im Osten verläuft parallel zum Lumi Čukarkes die Autobahn A1 (E 75). Dahinter liegen Momince und Strezovce. Südöstlich liegt in Nordmazedonien das Dorf Tabanovce, wo sich der Hauptgrenzübergang zwischen Nordmazedonien und Serbien befindet. Im Süden liegt das Dorf Lojane.
In Miratovac wird hauptsächlich Landwirtschaft, insbesondere Tabakanbau betrieben. Die Ackerfelder sind geeignet für Getreide und Mais und liegen hauptsächlich entlang der Banjka. Dieser Fluss entspringt unweit des Ortes, fließt nach Mazedonien und heißt dann Tabanovska Reka, bevor er in Kumanovo mit dem Lipkovska Reka zusammenfließt und somit zum Kumanovska Reka wird. Dieser mündet schließlich in die Pčinja, die über den Vardar in den Thermaischen Golf mündet.

### Gliederung
Die zwölf Ortsteile von Miratovac sind:
- Fezllar
- Has
- Kajosh
- Karxh
- Malok
- Punar
- Qos
- Vack
- Xhagadur
- Xhelep
- Xhuxh
- Leng

## Geschichte
Die Bewegungsfreiheit innerhalb des Preševo-Tals ist durch die Grenzziehung 1991 eingeschränkt. Familiäre Verbindungen konnten durch zeitweilige Grenzschließungen nicht gepflegt werden.
Während des Kosovokrieges 1998–1999 wurden beide Moscheen in Miratovac beschädigt.
In der Flüchtlingskrise 2015 kam Miratovac aufgrund der Lage an der Balkanroute bzw. der Grenze zwischen Serbien und Mazedonien international in die Medien.

## Bevölkerung
Die Bewohner dieses Dorfes sind überwiegend albanische Muslime. Laut Volkszählung 2002 lebten in dem Dorf 2774 Einwohner, darunter betrachteten sich 2731 (98,45 %) als Albaner und 13 als Serben.

## Galerie

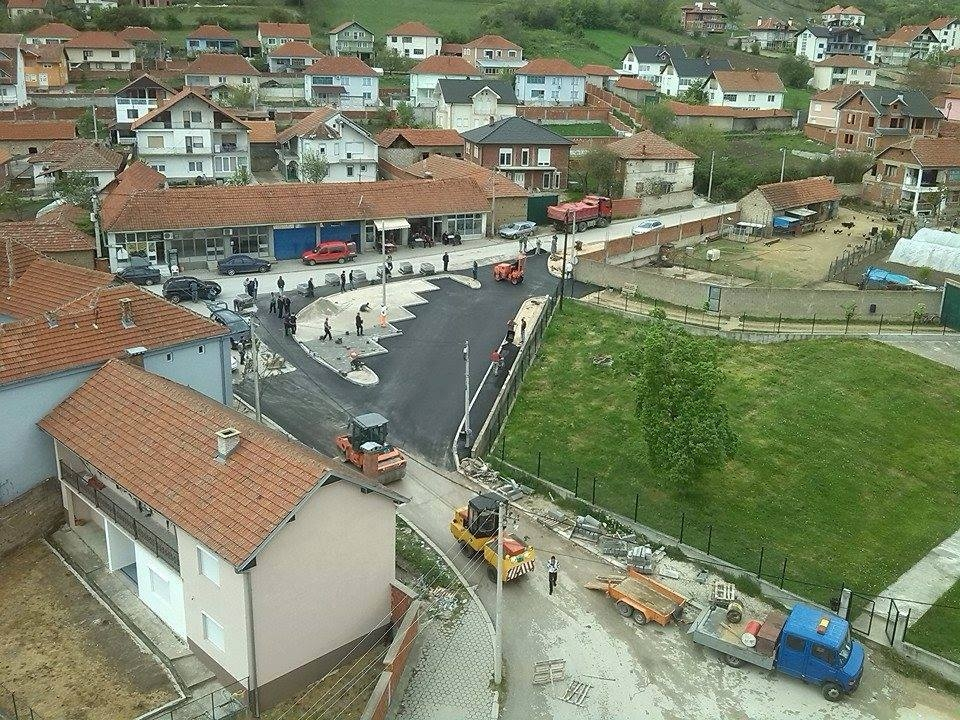
Kleiner Bus- und Taxibahnhof in Richtung Preševo
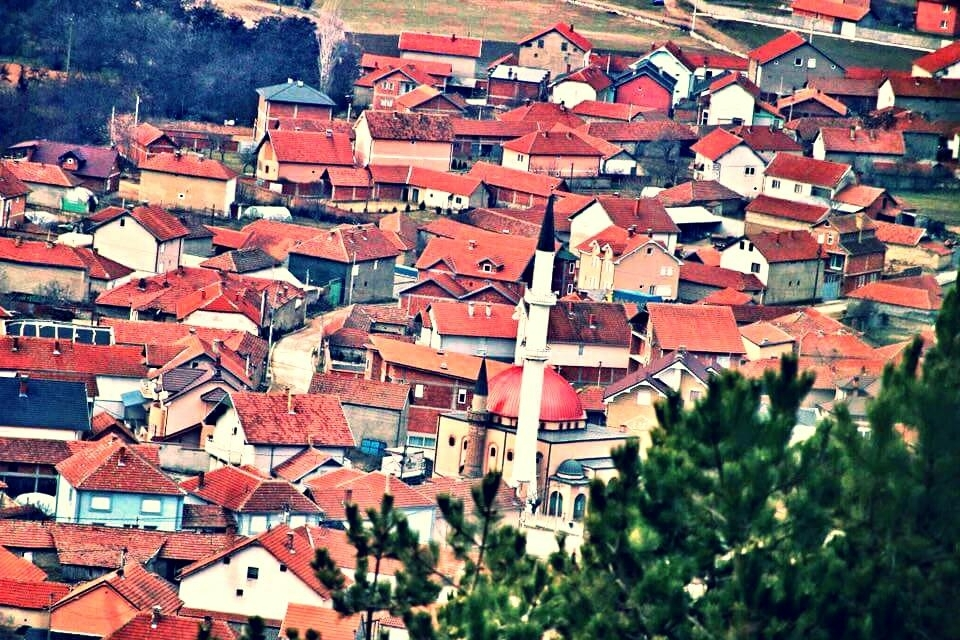
Neue Moschee und der südliche Stadtteil Punaret
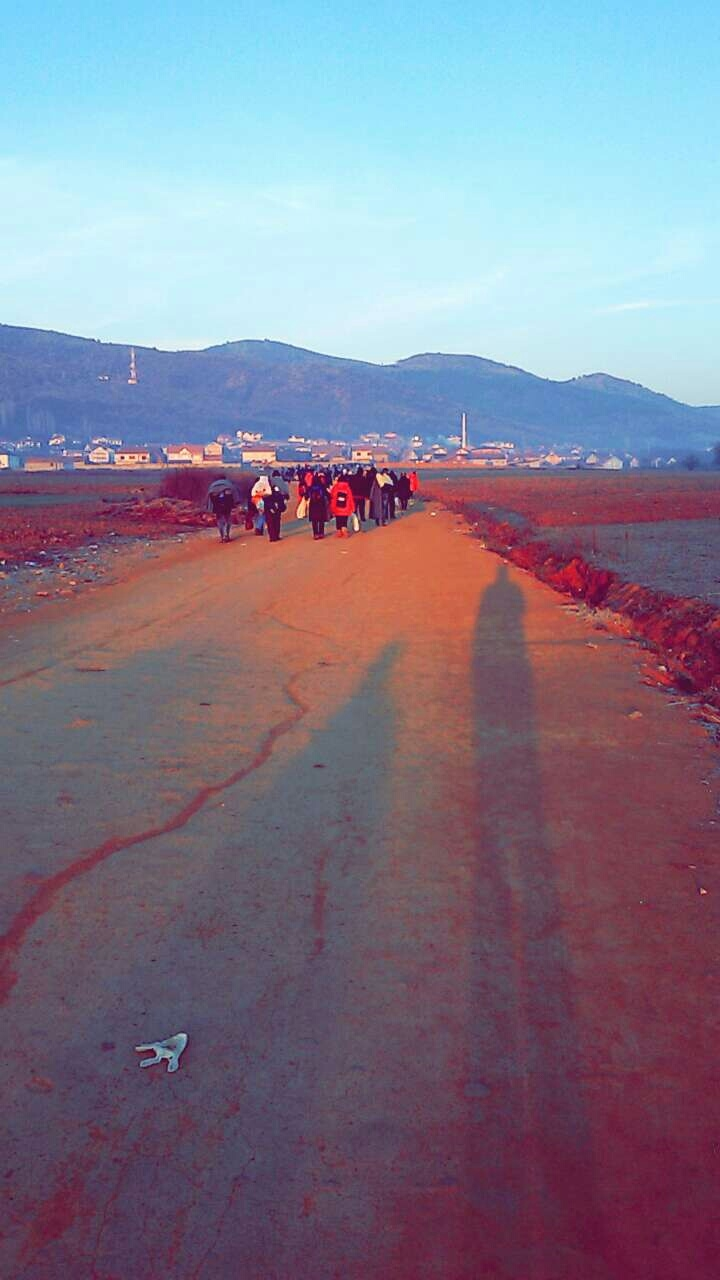
Miratovac von der Grenze bei Tabanovce aus
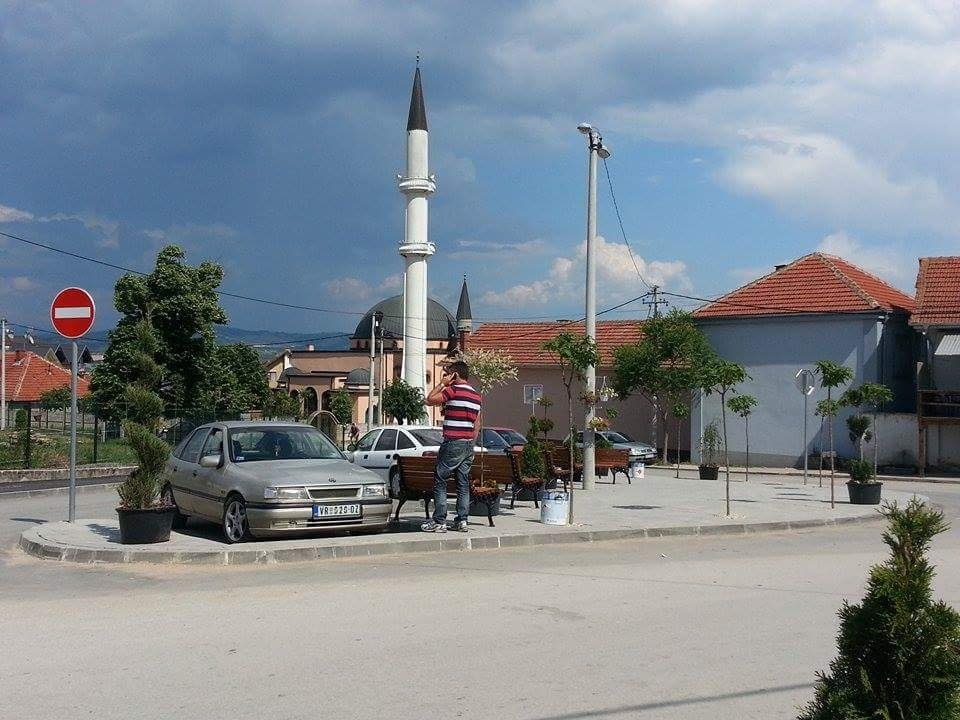
Stadtzentrum